# Jonotla
Jonotla es una localidad del estado mexicano de Puebla. Es cabecera del municipio de Jonotla.

## Demografía
| Censo | Población |
| ----- | --------- |
| 1900  | 1307      |
| 1910  | 1321      |
| 1921  | 1425      |
| 1930  | 1658      |
| 1940  | 1375      |
| 1950  | 1488      |
| 1960  | 1785      |
| 1970  | 1643      |
| 1980  | 1313      |
| 1990  | 1403      |
| 1995  | 1277      |
| 2000  | 1304      |
| 2005  | 1177      |
| 2010  | 1084      |
| 2020  | 955       |